# Обадиа, Режис
Режи́с Обадиа́ (фр. Régis Obadia, род. 1958, Оран (Алжир)) — французский хореограф, театральный режиссёр.

## Биография
Родился в 1958 году в Оране, Алжир. Учился в Институте Искусства Движения в 1976—79 годах. Дебютировал в театре Жака Лекока в Париже.
В 1980 году совместно с Жоэль Бувье создал балетную труппу L’Esquisse в Анже. В 1986—1992 годах — руководитель Национального Хореографического Центра в Гавре. В 1993—1998 годах — художественный руководитель Национального Центра Современного танца в Анже.
Создатель жанра «video-dance» (фильмы «Комната», «Объятия», «Свадьба» и др.)
24 февраля 2023 года стало известно, что президент РФ Владимир Путин дал гражданство России двум гражданам Франции — Режису Обадиа а также художнику Борису Лежену.

## Признание и награды
- Кавалер ордена искусств и литературы (1992)
- Офицер ордена искусств и литературы (2000)
- В 2004 году за постановку спектакля «Идиот» на сцене Молодёжного театра получил театральную премию «Чайка» в номинации «Сделай шаг».
- В 2004 году был номинирован на премию «Золотая маска» в номинации «Лучшая работа хореографа» за постановку спектакля «Весна священная», который стал лауреатом «Золотой маски—2004» в номинации «Современный танец».

## Творчество

### Постановки
- 1980 — «Потерянный взгляд»
- 1981 — «Побитая земля»
- 1983 — «Голова к голове»
- 1984 — «Верте»
- 1985 — «Тысячелетнее царство»
- 1986 — «За стеной»
- 1988 — «Часы поражения в борьбе»
- 1989 — «Добро пожаловать в рай»
- 1991 — «Женщина, которая каждую ночь втайне уходит из дома»
- 1992 — «На солнцепеке»
- 1994 — «Взрыв тишины»
- 1996 — «Безответственность Аполлона»
- 1997 — «Индатэн»
- 1998 — «Открытие»
- 1999 — «У меня нет больше времени»
- 2000 — «Уембоо!»
- 2001 — «Жакоб», «Д. С.»
- 2002 — «Страсти по Томасу Бекету».
- 2004 — «Весна священная» РАМТ
- 2004 — «Идиот» РАМТ
- 2008 — «L.O.V.E». Рок-опера. Театр оперетты, Москва.